# Dogmatofobia
Dogmatofobia es un disco doble del grupo de música español Def Con Dos donde se recogen los mejores temas de su carrera. Incluye dos temas nuevos y dos remezclas inéditas.

## Temas nuevos
- «Dogmatofobia»
- «La Noche de los Oportunos»

## Remezclas inéditas
- «Duro y a la encía» (remix J. Al Andalus)
- «Promiscuidad» (remix San Francisco Mouse)

## Lista de canciones
Dogmatofobia / Dro East West: 1999 
| CD 1 |                                            |          |  |
| N.º  | Título                                     | Duración |  |
| 1.   | «Dogmatofobia»                             | 3:59     |  |
| 2.   | «La noche de los oportunos (BSO)»          | 4:22     |  |
| 3.   | «Duro y a la encía» (Remix J. al Andalus)  | 5:07     |  |
| 4.   | «Acción mutante» (Versión 98)              | 3:02     |  |
| 5.   | «Veraneo en Puerto Hurraco» (Versión 99)   | 4:01     |  |
| 6.   | «La cotorra criolla»                       | 3:24     |  |
| 7.   | «Alzheimer»                                | 3:06     |  |
| 8.   | «Ciudadano Terrorista»                     | 3:12     |  |
| 9.   | «Insonorízate»                             | 4:06     |  |
| 10.  | «A.M.V. (agrupación de mujeres violentas)» | 3:49     |  |
| 11.  | «Quiero la cabeza de Alfredo García»       | 2:50     |  |
| 12.  | «La culpa de todo la tiene Yoko Ono»       | 3:08     |  |
| 13.  | «Que no te cojan»                          | 4:50     |  |
| 14.  | «Apocalipsis ahora» (Versión 99)           | 3:07     |  |
| 15.  | «Pánico a una muerte ridícula»             | 4:25     |  |
| 16.  | «Trabajando para dios»                     | 4:14     |  |
| 17.  | «Edipo Rey»                                | 2:48     |  |
| 18.  | «Fin de Siglo»                             | 3:45     |  |
| 19.  | «Tuno bueno el tuno muerto»                | 2:44     |  |
| 20.  | «El día de la bestia»                      | 3:15     |  |

| CD 2 |                                                 |          |  |
| N.º  | Título                                          | Duración |  |
| 1.   | «El coche no»                                   | 5:03     |  |
| 2.   | «Tírate ya»                                     | 3:37     |  |
| 3.   | «Promiscuidad» (Remix San Francisco Mouse)      | 5:36     |  |
| 4.   | «Sigo siendo heterosexual»                      | 3:07     |  |
| 5.   | «Miedo a un planeta Def (vers. 96)»             | 4:36     |  |
| 6.   | «De cacería»                                    | 3:54     |  |
| 7.   | «Pégale al ruido» (Versión 95)                  | 3:52     |  |
| 8.   | «Señores»                                       | 4:04     |  |
| 9.   | «Quemé el liceo»                                | 4:21     |  |
| 10.  | «Muertos del rock (vol.II)»                     | 3:30     |  |
| 11.  | «Ellas denunciaron»                             | 3:38     |  |
| 12.  | «Ultramemia»                                    | 4:18     |  |
| 13.  | «Dile que no»                                   | 4:05     |  |
| 14.  | «Poco pan»                                      | 3:51     |  |
| 15.  | «Mineros locos (Armas pal pueblo)» (Versión 98) | 3:07     |  |
| 16.  | «Basta de nacimientos» (Remix J. Al Andalus)    | 5:26     |  |
| 17.  | «El día de la bestia» (Remix J. Al Andalus)     | 5:21     |  |
| 18.  | «Don Condón»                                    | 4:37     |  |
| 19.  | «Zampañampa II»                                 | 0:08     |  |